# クリスマス・スルー・ユア・アイズ
『クリスマス・スルー・ユア・アイズ』（Christmas Through Your Eyes）は、1993年にリリースされたグロリア・エステファンの通算14枚目（ソロ名義では4枚目）のスタジオ・アルバムである。

## 概要
初のクリスマス・アルバム。
「クリスマス・スルー・ユア・アイズ」は前年のベスト・アルバム『GREATEST HITS』にもアレンジ違いで収録されている。
アメリカのホリデーチャートでは71週に渡ってチャートに入った。

## 収録曲
1. 序曲:シルヴァー・ベルズ - Overture: Silver Bells
2. ザ・クリスマス・ソング - The Christmas Song (Chestnuts Roasting on an Open Fire)
3. ハヴ・ユアセルフ・ア・メリー・リトル・クリスマス - Have Yourself a Merry Little Christmas
4. レット・イット・スノウ - Let It Snow! Let It Snow! Let It Snow!
5. ディス・クリスマス - This Christmas
6. アイル・ビー・ホーム・フォー・クリスマス - I'll Be Home for Christmas
7. ホワイト・クリスマス - White Christmas
8. きよしこの夜 - Silent Night
9. クリスマス・スルー・ユア・アイズ - Christmas Through Your Eyes
10. ザ・クリスマス・ツリー - Árbolito de Navidad
11. クリスマス・オールド・ラング・サイン - Christmas Auld Lang Syne